# Lady Jessika
Jessika (ang. Lady Jessica; 10 154 – 10 256) – fikcyjna postać z powieści Diuna Franka Herberta. Konkubina księcia Leto Atrydy, miała z nim dwoje dzieci: Paula i Alię, oboje o zdolnościach parapsychicznych.
Jessika była córką barona Vladimira Harkonnena, nieświadomą swego pochodzenia. Została wychowana na planecie Kaladan przez zgromadzenie Bene Gesserit w ramach praktyk genetycznych mających na celu stworzenie Kwisatz Haderach.
Na Arrakis została Matką Wielebną (sajjadiną) Fremenów.

## Ekranizacje
W filmie Diuna w reżyserii Davida Lyncha, Jessikę grała Francesca Annis. W miniserialu o tym samym tytule (2000), grała ją Saskia Reeves, a w jego kontynuacji, Dzieci Diuny (2003), Alice Krige. W ekranizacji z 2021 w reżyserii Denisa Villeneuve’a w rolę wcieliła się Rebecca Ferguson.